# Averoigne
Averoigne es una provincia ficticia de la Francia medieval, detallada en una serie de historias cortas narradas por el escritor estadounidense Clark Ashton Smith. La provincia real en la que se basó Smith es Auvernia.

## Historia
En la antigüedad, Averoigne estuvo poblada por una ficticia tribu de galos, llamada los Averones. Estableciendo unos pocos asentamientos en la región, esta fue fortificada cuando el Imperio Romano absorbió la región. Con la expansión del cristianismo a través del Imperio, fueron construidas muchas iglesias y monasterios sobre las ruinas de los templos druidicos. La mayor de todas fue la gran catedral construida en Vyonnes, completada en 1138. Es de destacar, que el paganismo sigue perviviendo en la región con gran fuerza, sobre todo los cultos druídicos.

## Geografía
Averoigne está localizada en la mitad sur de Francia. La mitad norte del territorio está dominada por la ciudad amurallada de Vyonnes. En la parte sur se encuentra el pueblo de Ximes; la vía principal de Averoigne es la que une estas dos localidades, discurriendo a través de un denso y oscuro bosque que se extiende por toda la provincia. Se dice de este bosque que está infestado de licántropos y vampiros, siendo la principal seña de identidad del lugar. El río Isole, que nace en las montañas al norte y alimenta el pantano al sur, es la principal vía de agua de la provincia.
Otros pueblos y villas localizadas en Averoigne incluyen Moulins, Les Hiboux, La Frenâie, Touraine, Santa Zenobia y Périgon. En el bosque pueden encontrarse ruinas encantadas como las del Château des Fausseflammes y la fortaleza de Ylourgne.

## Relatos
- A Rendezvous in Averoigne

Edición española: 
Una cita en Averoigne, incluido en Los mundos Perdidos, Editorial EDAF, colección Ícaro/Selección, Madrid, 1991. 
Una cita en Averoigne, aparecido en Averoigne / Los Mundos Perdidos 1, Pulp Ediciones, colección Avalón, Madrid 2003.

- The Beast of Averoigne

Edición española: 
La Bestia de Averoigne, como parte de Averoigne / Los Mundos Perdidos 1, Pulp Ediciones, colección Avalón, Madrid 2003.

- The Colossus Of Ylourgne

Edición española: 
El coloso de Ylourgne, incluido en Los mundos Perdidos, Editorial EDAF, colección Ícaro/Selección, Madrid, 1991. 
El coloso de Ylourgne, aparecido en Averoigne / Los Mundos Perdidos 1, Pulp Ediciones, colección Avalón, Madrid 2003

- The End Of The Story

Edición española: 
El final de la historia, incluido en El horror según Lovecraft, volumen II, Editorial Siruela, colección El Ojo sin Párpado núm. 14, Madrid, 1.988. 
El final de la historia, incluido en Los mundos Perdidos, Editorial EDAF, colección Ícaro/Selección, Madrid, 1.991.
El final de la historia, aparecido en Averoigne / Los Mundos Perdidos 1, Pulp Ediciones, colección Avalón, Madrid 2003

- The Holiness of Azedarac

Edición española: 
La santidad de Azédarac, incluido en Los mundos Perdidos, Editorial EDAF, colección Ícaro/Selección, Madrid, 1.991. 
La santidad de Azedarac, aparecido en Averoigne / Los Mundos Perdidos 1, Pulp Ediciones, colección Avalón, Madrid 2003

- The Maker of Gargoyles

Edición española: 
El escultor de gárgolas, como parte de Averoigne / Los Mundos Perdidos 1, Pulp Ediciones, colección Avalón, Madrid 2003

- The Mandrakes

Edición española: 
Las mandrágoras, incluido en Averoigne / Los Mundos Perdidos 1, Pulp Ediciones, colección Avalón, Madrid 2003.

- Mother of Toads

Edición española: 
La Madre de los Sapos, aparecido en Averoigne / Los Mundos Perdidos 1, Pulp Ediciones, colección Avalón, Madrid 2003.

- The Enchantress of Sylaire

Edición española: 
La Hechicera de Sylaire, como parte de Averoigne / Los Mundos Perdidos 1, Pulp Ediciones, colección Avalón, Madrid 2003.

- The Disinterment of Venus

Edición española: 
La exhumación de Venus, aparecido en Averoigne / Los Mundos Perdidos 1, Pulp Ediciones, colección Avalón, Madrid 2003.

.
- The Satyr

Edición española:
El Sátiro, incluido en Averoigne / Los Mundos Perdidos 1, Pulp Ediciones, colección Avalón, Madrid 2003.

- Datos: Q4828333